# Омусаті
Омусаті (англ. Omusati Region) — є однією з 14 адміністративних областей Намібії і знаходиться на північному заході країни, біля кордону з Анголою. Площа області становить 26 573 км². Чисельність населення 243 166 осіб (на 2011). Адміністративний центр — місто Оутапі.
Омусаті — батьківщина Сема Нуйома, лідера руху та партії СВАПО, першого президента Намібії.

## Історія
У минулому (1965–1990 роки) територія Омусаті входила в формально незалежний хоумленд Овамболенд.

## Населення
Область в переважній більшості населяють представники народу овамбо. Середня тривалість життя серед чоловіків становить 46 років, серед жінок — 50 років. Рівень захворюваності СНІДом в Омусаті (як і взагалі на півночі країни) значно перевищує середній по Намібії.

## Адміністративний поділ
В адміністративному відношенні Омусаті підрозділяється на 12 виборчих районів.
- Anamulenge
- Elim
- Etayi
- Ogongo
- Okahao
- Okalongo
- Onesi
- Oshikuku
- Otamanzi
- Outapi
- Ruacana
- Tsandi

## Економіка
Економіка області носить виключно аграрний характер.